# Worship Him
El álbum Worship Him (Adorarle, traducido al español) es una compilación de 25 temas de la Banda Planetshakers fue lanzada a la venta el 29 de mayo de 2006.

## Temas
1.er Disco
- Big (5:34)
- My King (8:38)
- It's All About Jesus (4:23)
- Worthy to Be Praised (7:09)
- Evermore (6:36)
- Rain Down (6:38)
- Send Me (6:45)
- Beautiful Saviour (8:30)
- Unto You (5:46)
- How I Love You (7:44)
- Don't Pass Me By (5:55)
- Now and Forever (5:21)

2.º Disco
- Great and Mighty (5:31)
- All That I Want (5:05)
- You're All I Need (5:55)
- All I Want Is You (6:15)
- Could I Ever (4:14)
- Lift Up Your Eyes (9:01)
- Your Glory (7:08)
- You Are Holy (4:40)
- All I'm Living For (6:31)
- All of My Days (6:29)
- Holy Spirit (6:50)
- Enter In (5:51)
- Weight of the World (5:46)